# Дзялынский, Адам
Адам Дзялынский (1614 — 15 октября/1 ноября 1660) — польский шляхтич, староста братянский (с 1644 года), ротмистр гусарский.

## Биография
Представитель польского магнатского рода Дзялынских герба «Огоньчик». Сына воеводы поморского Павла Яна Дзялынского (1594—1643) и Ядвиги Марианны Чарнковской, внук воеводы хелмненского Николая Дзялынского (1540—1604) и воеводы ленчицкого Адама Седзивоя Чарнковского (ок. 1565—1628).
Во время шведского нашествия в 1655 году Адам Дзялынский оборонял Мальборк (Мариенбург) вместе воеводой мальборкским Якубом Вейхером вплоть до его капитуляции. После падения Мальборка перешел в лагерь польского короля Яна Казимира Вазы и принимал участие в военных действиях под командованием гетмана польного коронного Ежи Себастьяна Любомирского. Также участвовал в военных операциях в Пруссии в качестве ротмистра созданных волонтерских хоругвей. В 1660 году Адам Дзялынский выставил за свой счет гусарскую хоругвь и участвовал в чудновской кампании польской армии против украинских казаков и русских полков. Он участвовал в битвах под Любаром и Слободищем. В том же 1660 году в битве против русской армии битве под Чудновом и получил смертельное ранение.
Адам Дзялынский был похоронен в францисканском монастыре Святого Франциска в Лонках Братянских, под Нове-Място-Любавском. Уход за своими детьми поручил поручику своей хоругви Александру Поляновскому. В 1662 году сейм Речи Посполитой в знак признания заслуг покойного передал его вдове Софии Катаржины в пожизненное владение братянское староство, а её дети получили право пользоваться доходами староства в течение 15 лет после смерти матери.
C 1655 года он был женат на Софии Катаржине Кобежицкой, от брака с которой у него было трое детей:
- Станислав (ум. 1674/1688), староста братянский. Женат на Терезе Желинской
- Томаш (1656—1714), кравчий великий коронный (1691), подскарбий земли прусской (1694), воевода хелменский[пол.] (1702—1714), староста и эконом мальборкский, староста братянский и ковалевский. Женат на Терезе Белинской
- Ядвига, муж — Александр Чапский.